# Alfredo Pérez
Alfredo Ricardo Pérez (ur. 10 kwietnia 1929 w Rosario, zm. 23 sierpnia 1994) – argentyński piłkarz, obrońca.
Karierę zawodniczą rozpoczął w 1949 w klubie Rosario Central, w którym występował do 1950. W 1951 został piłkarzem River Plate, w którym grał do 1960.
Razem z klubem River Plate pięciokrotnie zdobył tytuł mistrza Argentyny – w 1952, 1953, 1955, 1956 i 1957.
Jako piłkarz klubu River Plate wziął udział w finałach mistrzostw świata w 1958, w których reprezentacja Argentyny odpadła już w fazie grupowej. Alfredo Pérez nie zagrał wtedy w żadnym meczu.
Na zakończenie swojej gry w klubie w 1960 pomógł River Plate sięgnąć po wicemistrzostwo Argentyny. W lidze argentyńskiej Pérez rozegrał łącznie 238 meczów (w tym 196 jako gracz River Plate). W okresie gry w River Plate strzelił 36 bramek (w tym jedną samobójczą – 8 czerwca 1952, w 10. kolejce rozgrywek, w meczu z Boca Juniors, przegranym przez River Plate 1:2).
Alfredo Pérez nigdy nie wziął udziału w turnieju Copa América.